# Белканія Север'ян Павлович
Белканія Север'ян Павлович (1914 — 1998) — заслужений лікар Української РСР, заслужений залізничник, доцент Вінницького медичного університету, кандидат медичних наук (1961).

## Життєпис
Народився у селі Отобая Кутаїської губернії Російської імперії (нині — Абхазія), в селянській родині.
Навчався у 3-му медичному технікумі м. Тбілісі (Грузія). У 1941 році закінчив Тбіліський медичний інститут.
З початком Німецько-радянської війни був призваний до лав РСЧА як командир медико-санітарної роти. Брав участь в обороні Києва, після завершення якої опинився в оточенні. Діставшись Києва, працював у лікувальних закладах міста як цивільний лікар. Надавав медичну допомогу пораненим військовополоненим і цивільному населенню.
Наприкінці 1942 року через скорочення лікарських посад підлягав примусовій відправці до Німеччини. Самовільно залишив Київ і перебрався до Вінниці. Тут знову працював цивільним лікарем, брав участь у діяльності антифашистського підпілля. Після звільнення Вінниці у 1944 році був вдруге мобілізований до війська. Був військовим хірургом, згодом — начальником лазарету 82-ї окремої зенітно-артилерійської бригади. Наприкінці 1945 року демобілізований у званні капітана медичної служби.
Працював лікарем-ординатором хірургічного відділення Центральної залізничної лікарні в місті Києві. З 1951 року — завідувач хірургічного відділення вузлової залізничної лікарні в місті Вінниця.
Поєднував працю хірурга з педагогічною та науковою діяльністю у Вінницькому медичному інституті (на кафедрі хірургії — до самої смерті).

## Нагороди й почесні звання
Нагороджений орденами Вітчизняної війни 2-го ступеня (11.03.1985), Трудового Червоного Прапора і медалями, в тому числі «За бойові заслуги».
«Заслужений лікар України». «Заслужений залізничник».
Почесний громадянин міста Вінниці.

## Наукові праці
- Белкания С. П. «Заворот сигмовидной ободочной кишки». — Киев: Здоров'я, 1983.